# EXPAL BP-25
EXPAL BP-25 – hiszpańska bomba ćwiczebna.